# Sweet Lavender (film fra 1920)
Sweet Lavender er en amerikansk stumfilm fra 1920 af Paul Powell.

## Medvirkende
- Mary Miles Minter som Lavender
- Harold Goodwin som Clem Hale
- Milton Sills som Horace Weatherburn
- Jane Keckley som Ruth Holt
- Theodore Roberts som Phenyl
- Sylvia Ashton som Dotty Driscoe
- J.M. Dumont som Mr. Driscoe
- Starke Patteson som Billy Driscoe
- Flora Hollister som Minnie